# Hrvatska neutralna stranka za općinu Rogoznica – HNSOR
Hrvatska neutralna stranka za općinu Rogoznica – HNSOR je hrvatska izvanparlamentarna politička stranka, koja aktivno i redovito djeluje u Republici Hrvatskoj osobito u općini Rogoznici.
Stranka je orijentirana prema političkom centru i odstupa od bilo kakve ljevice i desnice i njihovih političkih ideja. Njezin glavni utemeljitelj ujedno i osnivač stranke je predsjednik političke stranke Matej Mioč iz Rogoznice.
Stranka je osnovana u noći s 14 na 15. kolovoza 2018. godine uoči proslave dana Velike Gospe.
Osnovni i glavni ciljevi ove političke stranke su: borba i zalaganje za poboljšanje i unaprijeđenje same općine Rogoznica, borba za istinu, pravdu i jednakost među svim građanima i naroda bez obzira na nacionalnost i vjeroispovijest, stranka se zalaže za veću naknadu za hrvatske branitelje i invalide koji su bili časno aktivni u Domovinskom ratu kao i također za povećanje novčane naknade svim socijalnim ugroženim i samohranim roditeljima i povećanjem dječjeg doplatka od strane socijalnoga fonda a glavni cilj stranke je povećanje povratne ambalaže s 0,50 kn na 1 kn.
Ideologija stranke je: antikomunizam, antifašizam, antikapitalizam, socijalizam u socijalnim pitanjima i socijalnim načelima i kršćanski anarhizam.
Slogan političke stranke je: stranka Vašeg i našeg povjerenja!